# Colegio Hijas de Jesús de Pamplona
El Colegio Hijas de Jesús, o Jesuitinas, de Pamplona es un colegio privado concertado de Pamplona (España). Está ubicado en el barrio de la Chantrea, en el número 29 de la Avenida de Corella, con las calles Mendigorría al norte y Zúñiga al oeste. Es el primer colegio de Navarra en obtener el reconocimiento de "Google Reference School".

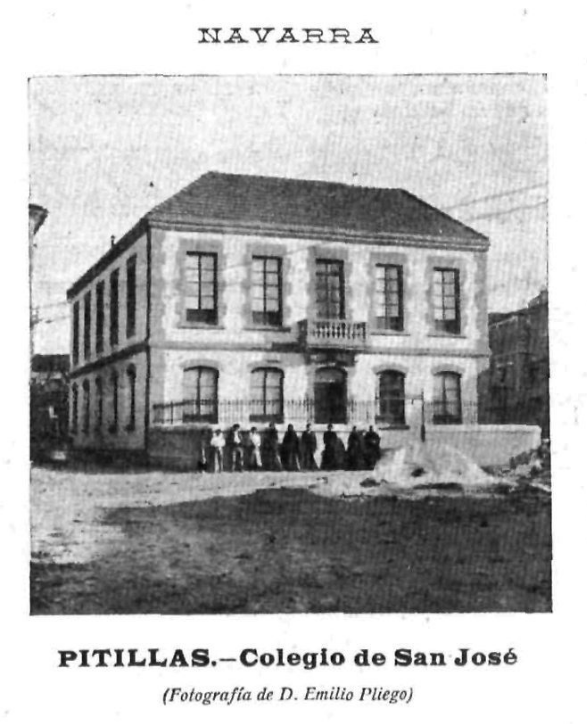
Colegio San José (Pitillas) - Foto de Emilio Pliego (La Avalancha, 24 de mayo de 1911)

## Historia
La Congregación de las Hijas de Jesús fue fundada en Salamanca por la madre Cándida María de Jesús en 1871. La orden tuvo una rápida expansión, y desde 1931 comenzaron a trabajar en otros paísesː Brasil, China, Argentina. Su objetivo se centra en la educación, desde párvulos hasta adolescentes. Por ello, han fundado desde guarderías hasta institutos de  bachillerato. En Segovia, «donde tenían colegio las Jesuitinas, Madre Cándida conoció al Obispo Don José Cadena y Eleta e inició la aventura de fundar un colegio en la localidad natal del mismo, Pitillas».

### El Colegio de San José de Pitillas
El 5 de noviembre de 1909, la madre fundadora Cándida María de Jesús junto con un grupo de religiosas jesuitinas se establecieron en la localidad navarra de Pitillas. Allí fundaron el Colegio de San José de Pitillas (1909-1962) respondiendo a los deseos del entonces obispo de Vitoria José Cadena Eleta, natural de la localidad.
En estas fechas y contexto social desde el comienzo se afrontaron grandes dificultades económicas reuniendo a promociones de niñas escasas. Sería esta tónica la predominante durante los poco más de cincuenta años que asentado en esta localidad.

## Colegio de la Chantrea (Pamplona)
En 1962, la comunidad de religiosas cerró el colegio de Pitillas y se trasladó a Pamplona. Se instalaron en un chalet de la calle Mendigorría, en la Chantrea, un barrio de reciente creación, y a donde el obispo de la diócesis, Enrique Delgado Gómez. les había animado a establecerse en este barrio considerando que su labor pudiera ser más efectiva.
El grupo de religiosas que iniciaron las clases en un chalet de la calle Mendigorría estaba formado porː María Luisa de Anta, Rosario Arrúe, Dora García, Juana María Ibáñez, Rosario Iraola, Josefa Platón y María San Juan. Pocos meses después, la docencia comenzó a impartirse en unos locales de la calle san Cristóbal, y finalmente, las clases se trasladaron en 1965 a las instalaciones situadas en la Avenida de Corella. 

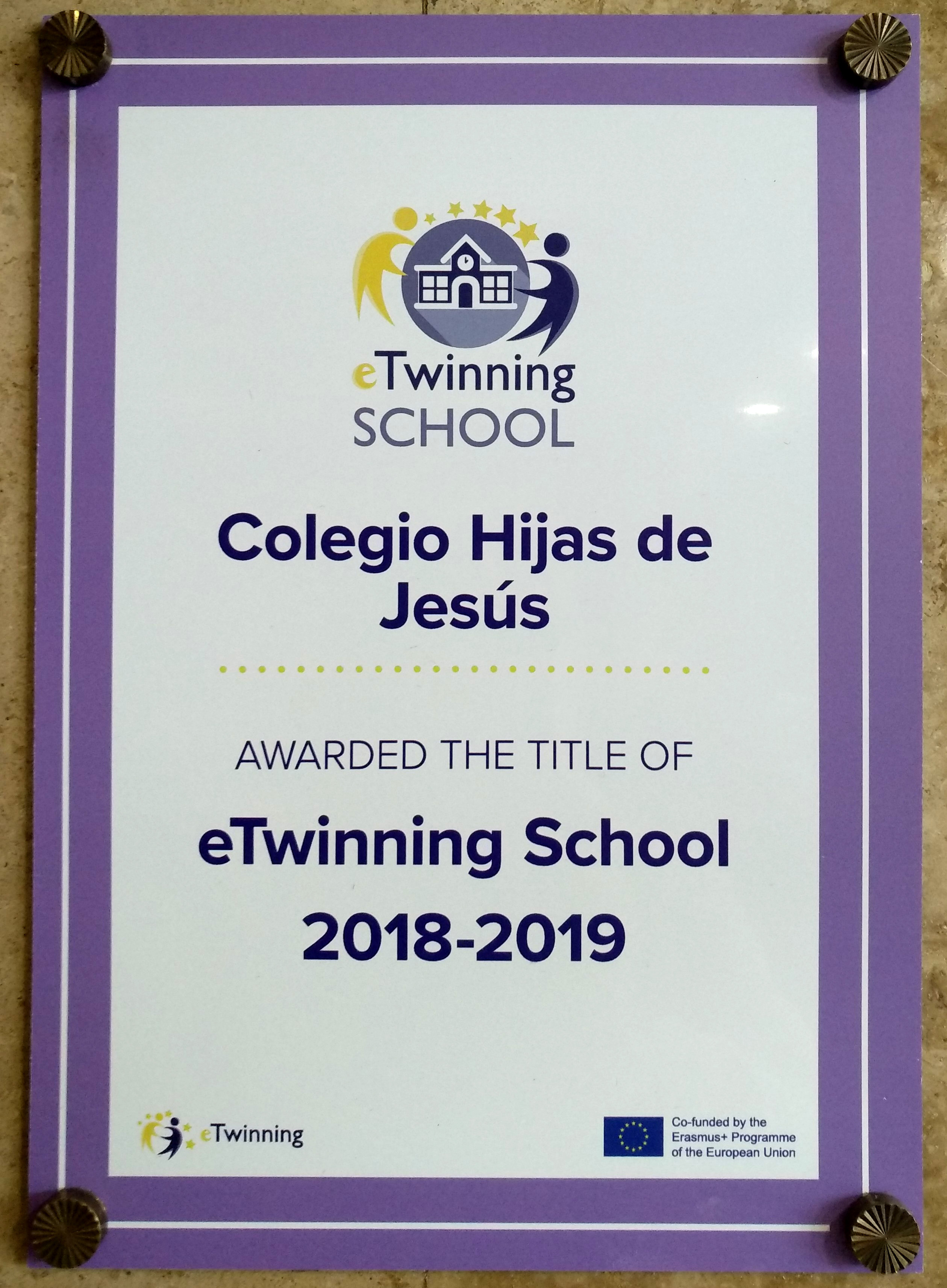
Reconocimiento eTwinning School, programa del Ministerio de Educación y Formación Profesional que promueve la colaboración entre centros educativos de Europa mediante el uso de las TIC.

### El centro en la actualidad
El colegio comenzó siendo femenino hasta que, en la década de los noventa, pasó a ser mixto.
El colegio ofrece enseñanza desde los cero a los diecisiete añosː guardería, educación infantil, primaria, educación secundaria obligatoria (ESO) y bachillerato. Además de educación especial.
Dispone de servicios de comedor y transporte escolar. Además de contar conː biblioteca, taller, aula de informática, multimedia e internet, amplias zonas verdes y parque infantil. Cuenta con un polideportivo cubierto y una pista de baloncesto al aire libre. Ofrece diversas actividades extraescolares organizadas por la Asociación de Padres del colegio. Entre ellas, destacanː la práctica de diversos deportes, danza, dibujo, guitarra, francés para secundaria, inglés y euskera.